# Lars Bohinen
Lars Roar Bohinen (ur. 8 września 1969 w Vadsø) – norweski piłkarz grający na pozycji środkowego pomocnika.

## Kariera klubowa
Pierwszym klubem w piłkarskiej karierze Bohinena był Bærum SK. W 1987 roku grał już w barwach innego drugoligowca, Lyn Fotball. W 1988 roku przeszedł do Vålerenga Fotball, w której to grał przez 2 lata, ale bez żadnych sukcesów. Natomiast 1990 rok Lars spędził w Vikingu Stavanger, po czym pod koniec sezonu przeniósł się do szwajcarskiego BSC Young Boys, w którym spotkał swojego rodaka, Mini Jakobsena. W klubie z Berna występował do 1993 roku i wtedy wrócił do Norwegii, gdzie do końca roku był piłkarzem Lillestrøm SK.
Po zakończeniu sezonu w Norwegii Bohinen wyjechał do Anglii i jego pierwszym klubem na Wyspach został Nottingham Forest. Forest zapłaciło za niego 450 tysięcy funtów. 6 listopada 1993 zadebiutował w Division One w wygranym 3:0 meczu z Birmingham City. Forest zakończyło sezon na drugim miejscu i dzięki temu awansowało do Premier League. Jedną z głównych ról w zespole zaczął odgrywać właśnie Bohinen, który stał się liderem drugiej linii klubu z Nottingham. Pod jego wodzą w sezonie 1994/1995 zespół zajął 3. miejsce w lidze, a sam Norweg strzelił 6 goli. W sezonie 1995/1996 Bohinen zagrał z Forest w Pucharze UEFA aż do 3. rundy, ale gdy Forest rozgrywało swoje mecze w ćwierćfinale Bohinen był już zawodnikiem innego klubu.
Jeszcze w październiku 1995 roku Bohinen za 700 tysięcy funtów przeszedł do Blackburn Rovers. W nowej drużynie zadebiutował 14 października w wygranym 2:1 meczu z Southampton F.C. W Blackburn nie osiągnął jednak takiej formy jak w Nottingham. Grał w tym klubie przez 2 lata, aż w marcu 1998 zmienił barwy klubowe na Derby County (kosztował 1,45 miliona funtów). W Derby zadebiutował 28 marca w przegranym 0:1 meczu z Coventry City. W nowym klubie udanie prezentował się tylko do końca sezonu 1998/1999, gdy zajął z nim 7. miejsce w Premiership. W kolejnych dwóch sezonach stracił miejsce w składzie na skutek kontuzji zaledwie 15-krotnie pojawiał się na angielskich boiskach.
W 2001 roku Bohinen trafił do duńskiego Lyngby BK, gdzie grał przez rok. Sezon 2001/2002 Lars dokończył w Farum BK, z którym wywalczył awans do pierwszej ligi. W 2002 roku Bohinen wrócił do Vålerengi, gdzie grał do roku 2003 i wtedy też zakończył piłkarską karierę w wieku 34 lat. Po zakończeniu kariery został asystentem trenera w Vålerendze.
| Sezon   | Klub              | Kraj       | Rozgrywki      | Mecze | Bramki |
| ------- | ----------------- | ---------- | -------------- | ----- | ------ |
| 1986    | Bærum SK          | Norwegia   | 2. liga        | 2     | 0      |
| 1987    | Lyn Fotball       | Norwegia   | 2. liga        | 20    | 3      |
| 1988    | Vålerenga Fotball | Norwegia   | Tippeligaen    | 15    | 2      |
| 1989    | Vålerenga Fotball | Norwegia   | Tippeligaen    | 18    | 3      |
| 1990    | Viking FK         | Norwegia   | Tippeligaen    | 10    | 0      |
| 1990/91 | BSC Young Boys    | Szwajcaria | Nationalliga A | 22    | 4      |
| 1991/92 | BSC Young Boys    | Szwajcaria | Nationalliga A | 34    | 2      |
| 1992/93 | BSC Young Boys    | Szwajcaria | Nationalliga A | 2     | 0      |
| 1993    | Lillestrøm SK     | Norwegia   | Tippeligaen    | 19    | 1      |
| 1993/94 | Nottingham Forest | Anglia     | Division One   | 23    | 1      |
| 1994/95 | Nottingham Forest | Anglia     | Premier League | 34    | 6      |
| 1995/96 | Nottingham Forest | Anglia     | Premier League | 7     | 0      |
| 1995/96 | Blackburn Rovers  | Anglia     | Premier League | 19    | 4      |
| 1996/97 | Blackburn Rovers  | Anglia     | Premier League | 23    | 2      |
| 1997/98 | Blackburn Rovers  | Anglia     | Premier League | 16    | 1      |
| 1997/98 | Derby County      | Anglia     | Premier League | 9     | 1      |
| 1998/99 | Derby County      | Anglia     | Premier League | 32    | 0      |
| 1999/00 | Derby County      | Anglia     | Premier League | 13    | 0      |
| 2000/01 | Derby County      | Anglia     | Premier League | 2     | 0      |
| 2000/01 | Lyngby BK         | Dania      | Superligaen    | 12    | 0      |
| 2001/02 | Lyngby BK         | Dania      | Superligaen    | 14    | 0      |
| 2001/02 | Farum BK          | Dania      | 2. liga        | 2     | 0      |
| 2002    | Vålerenga Fotball | Norwegia   | Tippeligaen    | 0     | 0      |
| 2003    | Vålerenga Fotball | Norwegia   | Tippeligaen    | 6     | 1      |

## Kariera reprezentacyjna
W reprezentacji Norwegii Bohinen zadebiutował w 1989 roku. Największy sukces osiągnął w 1994 roku, gdy z kadrą awansował do Mistrzostw Świata w USA. Tam był zawodnikiem podstawowego składu i wystąpił we wszystkich 3 meczach grupowych: wygranym 1:0 z Meksykiem, przegranym 0:1 z Włochami oraz zremisowanym 0:0 z Irlandią. Występował także w eliminacjach do Mistrzostw Świata we Francji, ale na turniej nie pojechał. Ostatecznie z kadrą norweską pożegnał się w 2000 roku. Łącznie rozegrał w niej 49 meczów i strzelił 10 goli.